# Grzegorz Pater
Grzegorz Pater (ur. 5 maja 1974 w Krakowie) – polski piłkarz grający na pozycji prawego pomocnika.

## Życiorys
Wychowanek Wisły Kraków, w której grał nieprzerwanie do 2003 roku. Kolejne kluby w których grał to: Górnik Polkowice (2004), Podbeskidzie Bielsko-Biała (2004–2008), a następnie kluby z niższych lig: Skawinka Skawina (2008–2009), Podgórze Kraków (2010–2015, 2016–2017, 2019–2021) i Orzeł Ryczów (2015–2016 i 2017–2019) oraz Wawel Kraków (od 2021).
W polskiej Ekstraklasie rozegrał 205 spotkań strzelając 31 goli. W reprezentacji Polski zagrał jeden raz, 15 sierpnia 2001 roku w spotkaniu z reprezentacją Islandii.
8 sierpnia 2001 roku w spotkaniu Wisły Kraków z FC Barcelona, które odbyło się w ramach III rundy eliminacyjnej Ligi Mistrzów, strzelił dwie bramki. Cztery razy zdobył mistrzostwo Polski z Wisłą Kraków, w sezonach 1998–1999, 2000–2001, 2002–2003 oraz 2003–2004.
Jego brat Marcin (1975–2021) również był piłkarzem.